# Instituto da Habitação e Reabilitação Urbana
O Instituto da Habitação e da Reabilitação Urbana, I.P., abreviadamente designado por IHRU, IP, é um instituto público de regime especial e gestão participada, que prossegue atribuições do Ministério do Ambiente, sob superintendência e tutela do respetivo ministro, e sob superintendência e tutela do membro do Governo responsável pela área das finanças em tudo o que respeitar a comparticipações e empréstimos, concessão de garantias e participação em sociedades, fundos de investimento imobiliários, consórcios, parcerias público-privadas e outras formas de associação.

O IHRU, IP, enquanto instrumento de política e de intervenção financeira do Governo nas áreas da gestão patrimonial, da habitação, do arrendamento e da reabilitação urbana, possui especificidades inerentes à sua estrutura participada, à predominância da sua atividade creditícia e à relevância das suas intervenções no mercado financeiro, bem como à sua auto sustentabilidade e à independência de funcionamento em relação ao Orçamento do Estado.

O IHRU, IP, resulta da reestruturação e redenominação do Instituto Nacional de Habitação (INH), com a extinção e fusão do Instituto de Gestão e Alienação do Património Habitacional do Estado (IGAPHE) e parte da Direcção-Geral dos Edifícios e Monumentos Nacionais (DGEMN), com excepção das atribuições relativas ao património classificado(Artº21-1), que ficarão na competência do IGESPAR.

## Missão
O IHRU, IP, criado pelo Decreto-Lei n.º 223/2007, de 30 de maio, e revisto pelos Decretos-Lei n.º 175/2012, de 2 de agosto, e n.º 102/2015, de 5 de junho, tem por missão assegurar a concretização da política definida pelo Governo para as áreas da habitação e da reabilitação urbana, de forma articulada com a política de cidades e com outras políticas sociais e de salvaguarda e valorização patrimonial, assegurando a memória do edificado e a sua evolução.

## Atribuições
O IHRU, IP, tem como atribuições:

a) Preparar o Plano Estratégico para uma Política Social de Habitação, bem como os planos anuais e plurianuais de investimentos no setor da habitação e da reabilitação urbana, e gerir o Portal da Habitação;
b) Apoiar o Governo na definição e avaliação da execução das políticas de habitação, de arrendamento e de reabilitação urbana;
c) Elaborar ou apoiar a elaboração de projetos legislativos e regulamentares nos domínios da habitação, da reabilitação urbana, do arrendamento e da gestão do património habitacional;
d) Dinamizar e participar em ações, a nível nacional e internacional, de análise e de avaliação de intervenções nos domínios da habitação, do arrendamento e da reabilitação urbana;
e) Desenvolver ou apoiar a promoção de ações de divulgação, de formação e de apoio técnico nos domínios do património arquitetónico, da habitação, do arrendamento e da reabilitação urbana, incluindo a realização de congressos, exposições e publicações;
f) Desenvolver, atualizar e gerir sistemas de informação, bancos de dados e arquivos documentais no domínio do património arquitetónico, do arrendamento, da habitação e da reabilitação urbana e assegurar o acesso do público a essa informação;
g) Elaborar, apoiar, acompanhar ou divulgar estudos estatísticos, técnicos e de investigação destinados a manter atualizado o conhecimento e a propor medidas nos domínios da habitação, do arrendamento, da reabilitação urbana e da gestão do património habitacional;
h) Gerir programas específicos que lhe sejam cometidos, nomeadamente nos domínios do apoio à habitação, ao arrendamento urbano, à gestão habitacional e à reabilitação urbana;
i) Coordenar e preparar as medidas de política financeira do setor e contribuir para o financiamento de programas habitacionais de interesse social, bem como de programas de apoio à reabilitação urbana, através da concessão de comparticipações, empréstimos e bonificação de juros;
j) Atribuir subsídios e outras formas de apoio e incentivo ao arrendamento urbano;
k) Conceder comparticipações e empréstimos, com ou sem bonificação de juros, destinados ao financiamento de programas e de ações de natureza pública, privada ou cooperativa, designadamente relativos à aquisição, construção e reabilitação de imóveis e à reabilitação urbana;
l) Gerir a concessão pelo Estado de bonificações de juros aos empréstimos e, quando necessário, prestar garantias em relação a operações de financiamento da habitação de interesse social e da reabilitação urbana;
m) Contrair empréstimos, internos ou externos, em moeda nacional ou estrangeira, emitir obrigações e realizar outras operações, no domínio dos mercados monetário e financeiro, diretamente relacionadas com a sua atividade;
n) Celebrar acordos de colaboração e contratos-programa nos domínios da habitação e da reabilitação urbanas;
o) Participar em sociedades, fundos de investimento imobiliário, consórcios, parcerias públicas e público-privadas e outras formas de associação que prossigam fins na sua área de atribuições, designadamente relativos à habitação, à reabilitação urbana, ao arrendamento e à gestão de património habitacional público;
p) Acompanhar a execução dos projetos habitacionais e de reabilitação urbana por ele financiados ou subsidiados e proceder à certificação legal de projetos e habitações de interesse social, designadamente promovidas em regime de custos controlados;
q) Intervir no mercado de solos, como instrumento da política do Governo com vista à regulação da oferta de terrenos urbanizados para a construção de habitação de interesse social;
r) Gerir, conservar e alienar o parque habitacional, equipamentos e solos que constituem o seu património, no cumprimento da política definida para a habitação de interesse social e na perspetiva da sua conservação e autossustentabilidade;
s) Ceder a propriedade ou direitos reais menores sobre os prédios e frações autónomas que integram o seu património imobiliário e atribuí-los em arrendamento ou por outra forma legalmente aplicável;
t) Adquirir, lotear e urbanizar terrenos e proceder à respetiva transmissão, nomeadamente em propriedade plena ou em direito de superfície;
u) Adquirir quaisquer imóveis no âmbito e para efeito de regularização de dívidas de que seja credor e proceder à respetiva alienação ou a outra forma onerosa de cedência;
v) Adquirir ou arrendar imóveis para alojamento de pessoas em situação de carência habitacional ou para instalação de equipamentos de utilização coletiva em bairros sociais;
w) Gerir o parque habitacional de outras entidades, em representação das mesmas, mediante contrapartida;
x) Conceder apoio técnico a autarquias locais e a outras instituições nos domínios da gestão e conservação do parque habitacional e da reabilitação e requalificação urbana, incentivando a reabilitação dos centros urbanos numa perspetiva da sua revitalização social e económica;
y) Assegurar o funcionamento do Observatório da Habitação e da Reabilitação Urbana (OHRU).